# Donji Rujani
Donji Rujani är en ort i Bosnien och Hercegovina.   Den ligger i entiteten Federationen Bosnien och Hercegovina, i den västra delen av landet, 130 km väster om huvudstaden Sarajevo. Donji Rujani ligger 718 meter över havet och antalet invånare är 483.
Terrängen runt Donji Rujani är huvudsakligen kuperad, men åt nordväst är den bergig.Närmaste större samhälle är Orguz, 16,6 km sydost om Donji Rujani. 
Omgivningarna runt Donji Rujani är en mosaik av jordbruksmark och naturlig växtlighet. Runt Donji Rujani är det ganska tätbefolkat, med 93 invånare per kvadratkilometer.